# Arne Jacobsen
Arne Jacobsen (Kopenhagen, 11 februari 1902 – aldaar, 24 maart 1971) was een Deense architect en ontwerper.
Jacobsen trad na zijn architectuurstudie in Kopenhagen in 1927 in dienst van het architectenbureau van Paul Holsoe. In 1930 richtte hij zijn eigen bureau op. Jacobsen was professor in de architectuur aan de Koninklijke Deense Kunstacademie. Zijn bekendste ontwerpen zijn St. Catherine's College in Oxford en het SAS Hotel in Kopenhagen.
Hij ontwierp ook kranen, bestek en meubels, waarvan de eetkamerstoelen de mier, de zwaan en de fauteuil het ei bekende voorbeelden van zijn. Deze stoel werd wereldberoemd en kenmerkte zich door een elegante eenvoudige stijl. Rugleuning en zitting waren uit één stuk multiplex gebogen.
Jacobsens ontwerpstijl kan als functionalistisch worden omschreven, want bij hem wordt de vorm steeds door de functie bepaald. Arne Jacobsen is beïnvloed door Mies van der Rohe, Le Corbusier en Bauhaus. Jacobsen op zijn beurt heeft vele andere ontwerpers beïnvloed.
Een concreet voorbeeld van de synergie tussen interieurontwerp en zijn architectuur is te vinden in het ontwerp van het hoofdzetel van de Nationalbank te Kopenhagen, 1971. Voor dit project werkte Jacobsen samen met de fabrikant Vola om een collectie van modulair sanitair kraanwerk en bijhorende accessoires te ontwerpen. Deze producten zijn vandaag de dag nog steeds in hun oorspronkelijke vorm beschikbaar. De techniek wordt steeds aangepast aan de hedendaagse normen, dit evenwel zonder in de vormelijke waarde van de collectie in te grijpen.

## Ontwerpen (selectie)

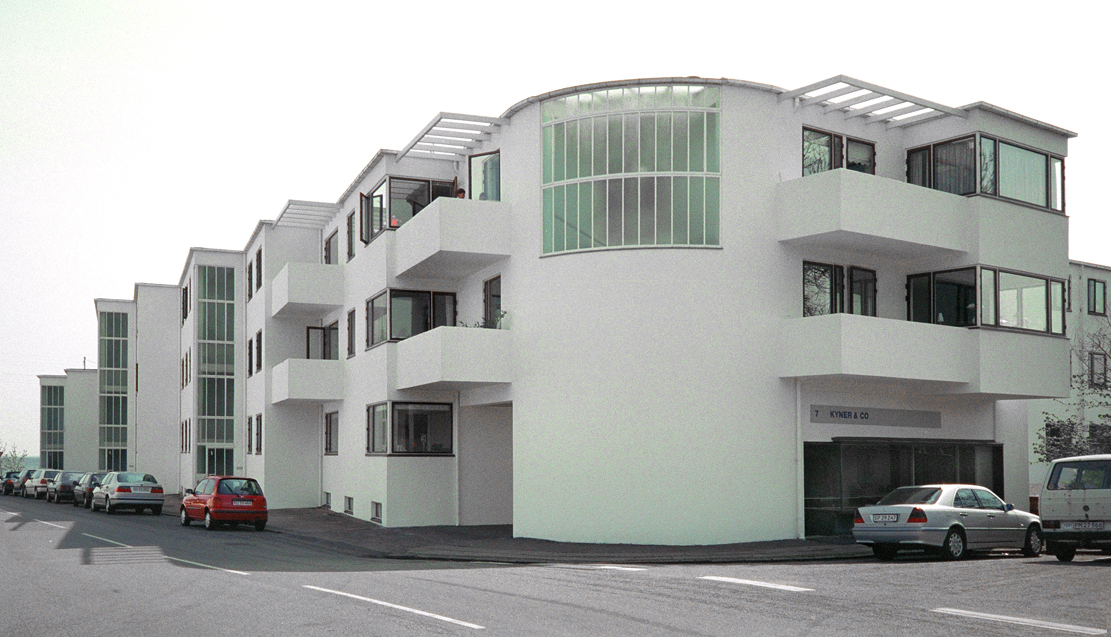
Bellavista, noordgevel, 1934
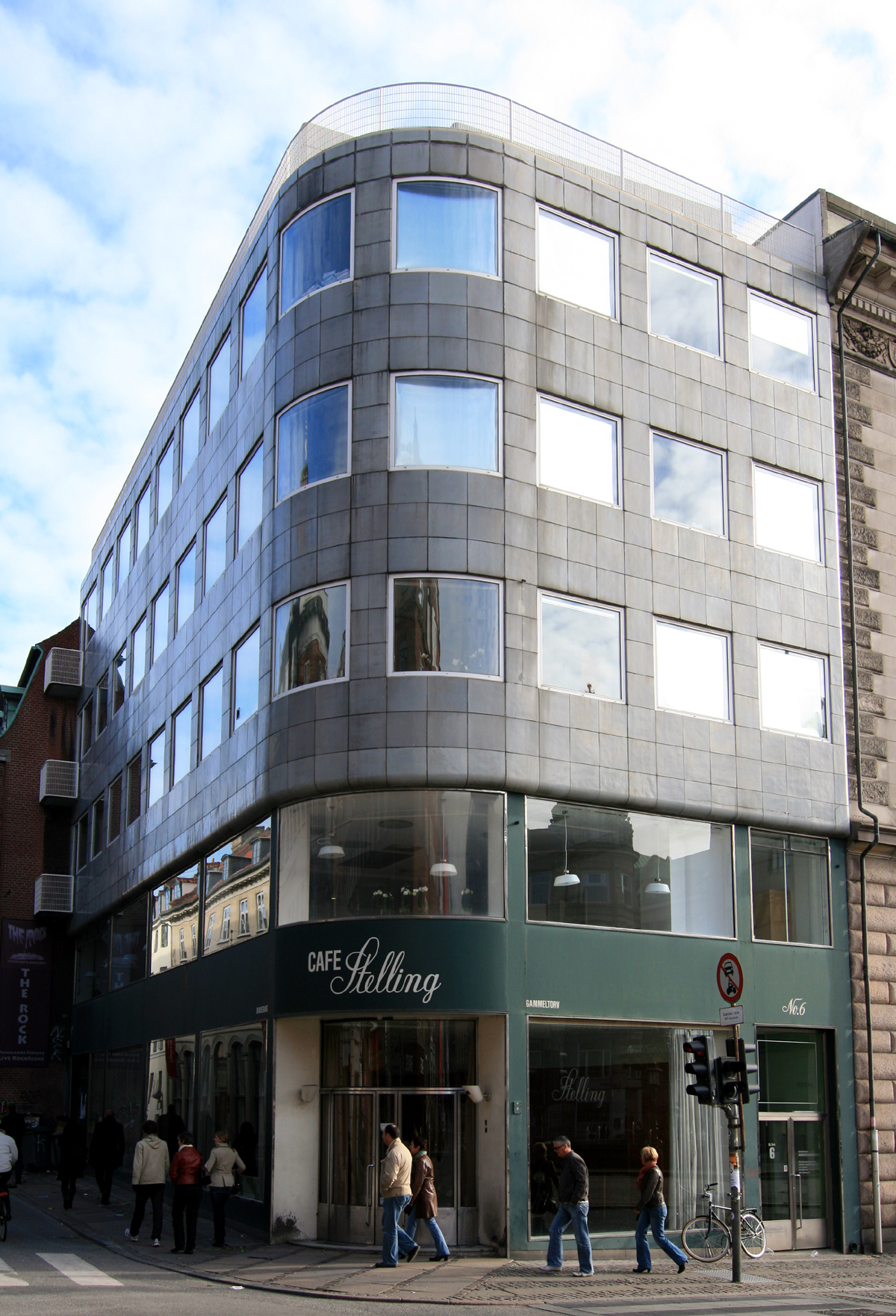
Stellings Hus in Kopenhagen, 1937
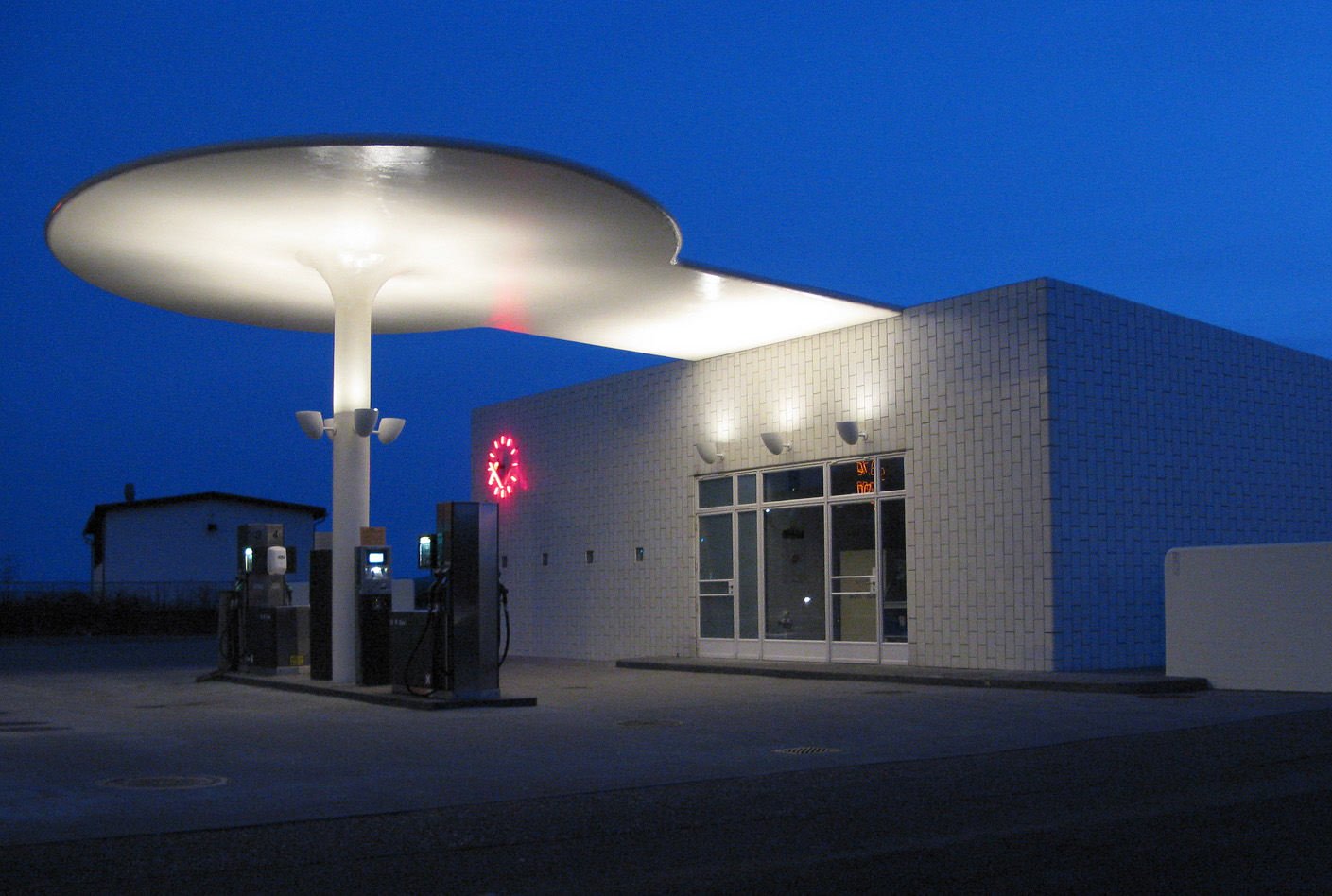
Tankstation, 1937
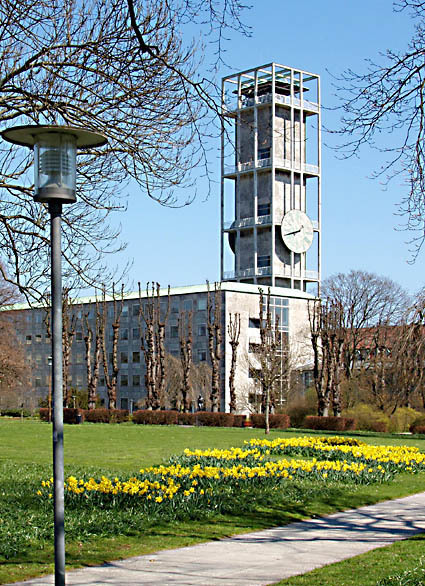
Raadhuis van Aarhus, 1942
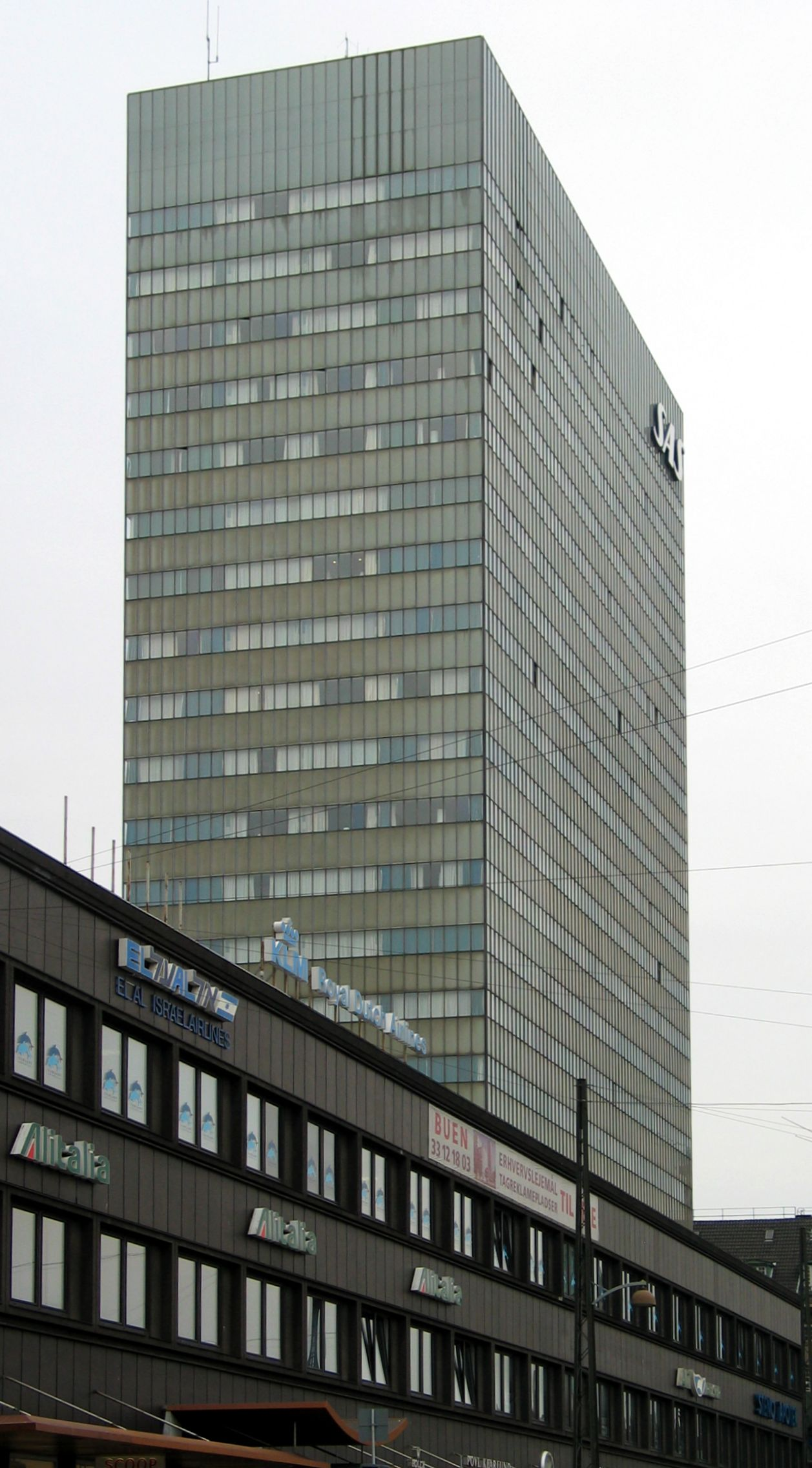
Radisson SAS Royal Hotel in Kopenhagen, gezien vanuit het westen, 1958-'60
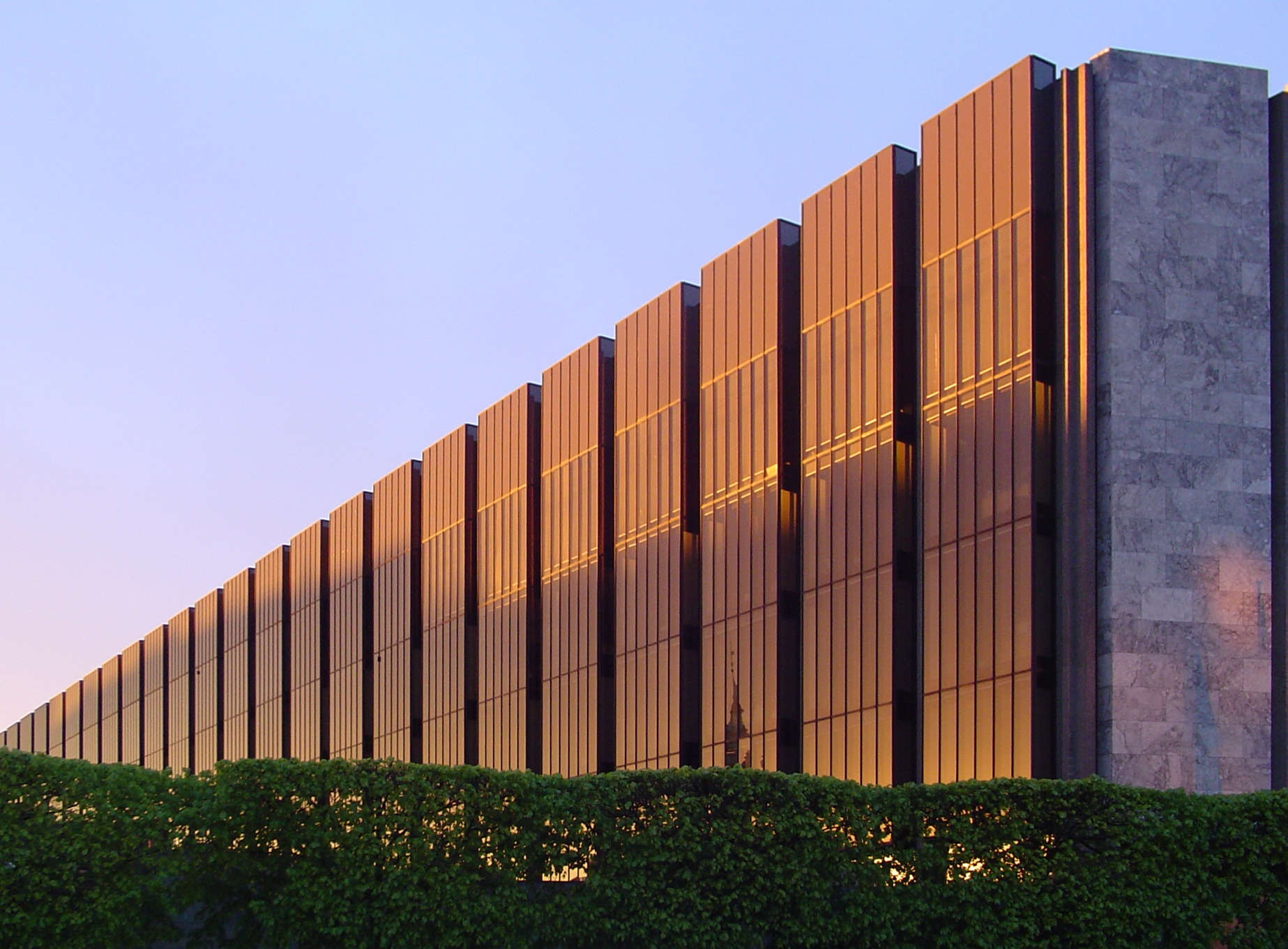
Centrale bank te Kopenhagen, 1971

- Art Gallery of South Australia: 9357
- Bibsys: 95004345
- Biblioteca Nacional de España: XX1119623
- Bibliothèque nationale de France: cb120753405 (data)
- Catàleg d'autoritats de noms i títols de Catalunya: 981058519877706706
- CiNii: DA11348680
- Gemeinsame Normdatei: 118711164
- International Standard Name Identifier: 0000 0001 2119 0016
- KulturNav: fb939070-df3d-489b-8229-18d67ee1f7c8
- Library of Congress Control Number: n50027987
- Nationale Bibliotheek van Letland: 000187763
- Bibliotheek van het Japanse parlement: 01188968
- National Gallery of Victoria: 2724
- Nationale Bibliotheek van Tsjechië: js20060407005
- Nationale Bibliotheek van Israël: 987007263361005171
- Nationale Bibliotheek van Polen: a0000001187052
- Nederlandse Thesaurus van Auteursnamen: 070584370
- RKD-Nederlands Instituut voor Kunstgeschiedenis: 240480
- LIBRIS: 191353
- SNAC: w6d586mv
- Système universitaire de documentation: 029045088
- Trove: 877995
- Union List of Artist Names: 500033072
- Virtual International Authority File: 5725624
- WorldCat: E39PBJdcBqY6X8rT3XjpYjqRKd